# Nostalgias
Nostalgias – napisane w 1936 roku tango argentyńskie. 
Autorami są Juan Carlos Cobián (muzyka) i Enrique Cadícamo (słowa). 
Polskie słowa – Jesienne tango napisał Jerzy Jurandot.